# Takson
Takson (u hrv. jeziku svojta; taxon, u množini taxa), riječju takson u biologiji označava se sistematikom prepoznata grupa živih bića. Znanstveno prepoznavanje i imenovanje takse zadaća je taksonomije, koja se naslanja na rezultate biološke sistematike. Različite predodžbe o sistematici vode do različitih taksonomskih prikaza, a time i do alternativnih rezultata kod znanstvenog nazivlja taksi. Zbog tradicije, zadržana su imena koja se naslanjaju na latinski i grčki jezik. Sama riječ takson izvedena je iz grčkog τάττειν (tatein) za "uređivanje", "redanje".

## Formalni taksoni
Formalni taksoni se u temelju razlikuju od pravih taksona. Prvi su takve grupe živih bića koji na temelju sistematike nisu prihvaćeni kao homogena grupa, ali ih se iz praktičnih razloga i dalje vodi pod zajedničkim imenom. Primjeri takvih formalnih taksona su:
- beskralješnjaci (Invertebrata), čija je zajednička osobina da nemaju kosti. U ovu grupu kojoj je ime dao Jean-Baptiste de Lamarck spada daleko najveći dio svih životinjskih vrsta. Beskralješnjaci su kako spužve (Porifera), tako i kukci (Insecta) i Asteroidea, a međusobno su vrlo udaljeni srodnici i ne tvore prirodno srodnu grupu.
- lišajevi (Mycophycophyta) su simbiotske zajednice gljiva i algi, i kao takve, nisu samostalna živa bića. Sastoje se od dva temeljno različita partnera. Usprkos tome, dijelom su do danas zasebni, jedinstveni takson, s pripadajućim potpodjelama na rodove i vrste.
- nesavršene gljive (Fungi imperfecti) (Deuteromycota), koje su skupna grupa za sve gljive koje ili nemaju strukture seksualnog razmnožavanja ili su njihovi putevi razmnožavanja još nepoznati. Dijelom obuhvaćaju čak i bespolni stadij razvoja gljiva koje su inače potpuno sposobne za spolno razmnožavanje. Veliki dio organizama ove grupe prema razvojnoj povijesti pripada drugim grupama kao što su Ascomycota ili Basidiomycota.
- protisti (Protista), grupa živih bića koja se može negativno definirati kao ukupnost svih organizama s pravom staničnom jezgrom (Eucaryota) koja nisu ni životinje (Animalia), ni gljive (Fungi) a niti biljke (Plante). Često ih se naziva i jednostaničnim organizmima, iako se u toj grupi nalaze i brojni višestanični organizmi. U tu grupu spadaju i smeđe alge (Phaeophyta) koje su među najvećim živim bićima na zemlji.

Kod fosilnih oblika zbog njihove često nepotpune očuvanosti teško je moguće točno određivanje pripadnosti vrsti u tradicionalnom smislu. U takvom slučaju se kod prvog opisivanja formira paratakson: to su formalni taksoni, opisani samo na temelju ostataka koje nije moguće uvrstiti u određeni takson. U paleobotanici i paleozoologiji navodi ih se prema obliku parcijalnim imenima, što se označava kao parataksonomija.
Danas uglavnom nije sporno da se u navedenim slučajevima radi o formalnim taksonima. No pitanje što se može smatrati pravim taksonom tnačajno je problematičnije i ovisi o temeljnom pristupu sistematici. Ono što je iz kuta gledanja jedne sistematike punovažni takson, iz perspektive druge sistematike može biti tek jedna formalna grupa.

## Sinonimi
Najlakše se rješavaju one različitosti do kojih dolazi samo na temelju korištenja sinonima u davanju naziva. Tako mogu dva biologa u dvije različite regije sresti istu vrstu i dati joj dva različita imena, ili se može spoznati da su dvije razdvojene populacije ista vrsta a smatralo ih se različitim vrstama. Tako je na primjer poljski zec (Lepus europaeus) je s vremenom dobio četrdeset dva znanstvena opisa (sinonima). Druga mogućnost je da se na temelju novih znanstvenih spoznaja utvrdi da neko grupiranje koje se smatralo zastarjelim ipak tvori pravi takson. Kako taj stari naziv možda stoljećima nije bio korišten, bio je zaboravljen a taksonu dato novo ime. Takvi slučajevi se rješavaju da vrijedi samo najstariji naziv, tako zvani bazionim, dok svi kasniji nazivi postaju nevažeći sinonimi. 
Može se dogoditi i obrnuti slučaj, da dva različita taksona dobiju isto ime. I ovdje vrijedi pravilo da takson koji je prvi dobio određeno ime, nastavlja nositi to ime, a takson koji je to ime dobio kasnije, treba dobiti novo ime. Dok se to ne dogodi, uvriježilo se, bar u botanici, da se uz ime vrste doda i skraćenica imena znanstvenika koji je vrstu prvi opisao. 
Za valjanost jednog taksona od većeg su značenja razmišljanja o pitanjima sistematike kako utvrditi kriterije koja grupa živih bića doista tvori jedan takson, a koja ne. Početkom 21. stoljeća kao najvažniji sistem uvriježila se klasična i filogenetska taksonomija. Njeno korištenje u utvđivanju razlika prema klasičnoj sistematici se idealizira; u biološkoj praksi koriste se oba sistema paralelno ili se ta dva sistema kombiniraju. 